# Таппара
«Та́ппара» (фин. Tampereen Tappara — «Тамперские секиры») — финский хоккейный клуб из Тампере, выступает в Лиига. Основан в 1955 году.

## История

### Начальный период: Первые дни (1932—1952)
Команда, которая в настоящее время известна как «Таппара», была основана 9 декабря 1932 года как «Таммерфорс Боллклубб» (ТБК). В то время, команда имела непосредственное отношение к «Шведской школе совместного обучения в Тампере» (швед. Svenska samskolan i Tammerfors, фин. Tampereen Ruotsalainen Yhteiskoulu), и представляла собой собственный спортивный клуб школы, а хоккей с шайбой как первый вид спорта в программе этого клуба. В свою очередь, игроки команды были непосредственными учениками этой самой школы. На учредительном собрании команды, присутствовали лектор Пауль Яэкель (фин. lehtori Paul Jaeckel), а также Биргер Калониус (фин. Birger Calonius), Гуннар Экхольм (фин. Gunnar Ekholm), Ларс Сандбак (фин. Lars Sandback) и Пер-Улоф Хагберг (фин. Per-Olof Hagberg). Первый матч в истории клуба, был сыгран в 1934 году против второй команды «Ильвеса», тем самым в дальнейшем породив противостояние клубов. Первая победа в том же сезоне, состоялась также в игре со второй командой «Ильвеса». В этом матче за ТБК, играли: «Пиф» Янссон (фин. «Pif» Jansson), Оке Йенсен (фин. Åke Jensen), Лассе Сандсунд (фин. Lasse Sandsund), Ларс Сандбак (фин. Lars Sandback), Кай Янссон (фин. Kaj Jansson), Арне Янссон (фин. Arne Jansson), К.А. Хьорт (фин. K.A. Hjorth) и Оке Бакстрём (фин. Åke Backström).
В сезоне 1940/41, команда ТБК была близка к тому чтобы впервые принять участие в чемпионате СМ-Серии, однако не смогла пройти квалификационную игру с «Хельсингфорс Скридскоклубб» (ХСК) из Хельсинки, уступив в матче со счётом 3:1 (2:0, 0:1, 1:0). Впервые ТБК вышла в «СМ-Серию» (премьер-лигу Финляндии) в сезоне 1942/43, когда предыдущей весной выиграла сначала свою окружную серию (фин. piirinsarja), а затем серию против команды «Хельсингин Товерит» (ХТ), выигравшую свою окружную серию, со счётом 3:0. В дальнейшем, не было необходимости в квалификационной игре чемпионата, из-за того что команда «ОИФК» была исключена из СМ-Серии из-за нежелания продолжить сезон. В этом сезоне команда заняла шестое место в СМ-Серии, выиграв одну игру, один раз сыграв вничью и пять раз проиграв. Свою первую победу в СМ-Серии команда одержала 27 января 1943 года против команды «Тармо Хямеэнлинна» со счётом 0:1, единственную шайбу забросил Васиф Ахсен-Бёре. В последующий период, в сезоне 1943/44, команда ТБК заняла последнее восьмое место, сыграв всего пять матчей: четыре проиграв и один результат был аннулирован. Однако в связи со Второй мировой войной сезон был остановлен и недоигран. В сезоне 1944/45, команда ТБК заняла также восьмое место в чемпионате из девяти команд, сыграв всего восемь матчей: одна победа и семь поражений, и всего два набранных очка по итогам сезона.

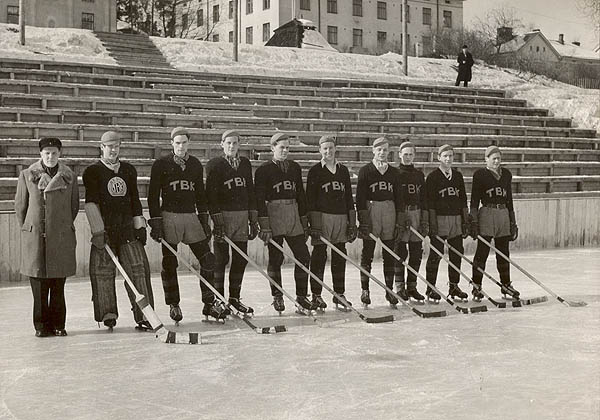
ТБК в 1945 году

Первая медаль в истории клуба и в СМ-Серии, была добыта уже в сезоне 1945/46, когда команда ТБК выиграла первые бронзовые медали и тем самым финишировав в сезоне на третьем месте, соответственно. В том сезоне, чемпионат СМ-Серии состоял всего лишь из девяти команд. Сыграв в том сезоне восемь матчей: пять выиграв и три проиграв, и набрав по итогам сезона десять очков. В том сезоне, ТБК сыграла два матча против команд-земляков, когда команда проиграла чемпиону Ильвесу со счётом 19:4, но обыграла «Тампереен Паллоилият» (ТаПа) со счётом 13:2. В сезоне 1946/47, хоккеисты из ТБК повторно выиграли бронзовые медали чемпионата СМ-Серии, в том сезоне чемпионат состоял из девяти команд, и сыграв восемь матчей в сезоне, они: уверенно выиграли семь матчей и только один матч проиграли своим землякам из стана «Ильвеса», при этом по итогам сезона набрали четырнадцать очков, так же как «Ильвес» и «Тармо», но уступили им по разнице заброшенных и пропущенных шайб. В сезоне 1947/48, клуб ТБК третий раз подряд выигрывают бронзовые медали чемпионата СМ-Серии, в том сезоне численность команд сократилась с 9 до 7, и сыграв шесть матчей в сезоне, они: четыре матча выиграли и два проиграли своим конкурентам из «Ильвеса» и «Тармо», таким образом по итогам сезона набрав восемь очков, так же как и «Ильвес», но также как и в предыдущем сезоне уступили им по разнице заброшенных и пропущенных шайб. В сезоне 1948/49, общая численность команд вновь немного выросла до восьми, и сыграв семь матчей в сезоне, они: четыре матча выиграли и три проиграли, по итогам сезона заняв четвёртое место и набрав восемь очков, так же как и в предыдущем сезоне. В сезоне 1949/50, сыграв семь матчей в сезоне, хоккеисты ТБК: пять матчей выиграли и два проиграли, так же как и в предыдущих сезонах своим конкурентам из «Тармо» и «Ильвеса», набрав по итогам сезона десять очков и выиграв в четвёртый раз в своей истории бронзовые медали чемпионата СМ-Серии. В сезоне 1950/51, численность команд увеличилась с 8 до 10, и таким образом, именно в этом сезоне меняется и система розыгрышей чемпионатов, где команды были разделены на две группы по пять команд. В том сезоне, хоккеисты ТБК из восьми матчей в группе: пять матчей выиграли, два сыграли вничью и только один матч проиграли, и с двенадцатью набранными очками заняли второе место в своей второй группе. И по итогам группового этапа, согласно новой системе розыгрышей чемпионата где окончанием сезона, ознаменовал собой раунд за третье место состоящий из двух матчей, где соперником ТБК стал хельсинкский клуб «Хельсингин Ялкапаллоклуби» (ХИК): в первом матче на выезде состоялась ничья со счётом 2:2, а во втором домашнем матче ТБК обыграла ХИК с разгромным счётом 8:1, таким образом выиграв раунд за бронзовые медали из двух матчей с общим счётом 10:3. В этом сезоне, лучшим игроком клуба и пятым в чемпионате стал Матти Ринтакоски, набравший 17 очков (14+3). В сезоне 1951/52, хоккеисты ТБК из четырёх матчей в группе: два матча выиграли и два матча проиграли, и с четырьмя набранными очками заняли третье место в своей первой группе. А по итогам сезона, заняли пятое место в условной общей таблице сезона. Таким образом, в период между сезонами 1942—1952 годов, команда ТБК смогла выиграть пять бронзовых медалей в десяти сезонах СМ-Серии (1945/46,1946/47, 1947/48, 1949/50 и 1950/51).

### Первый успешный период: переход от ТБК к Таппара (1952—1964)

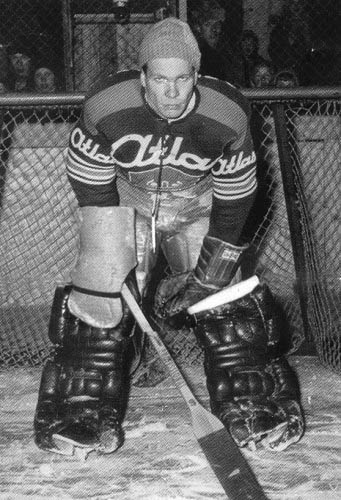
Эско Ниеми за свою карьеру сыграл 148 матчей в таких командах как «TP-V», «ТБК», «Таппара» и «ТПС».

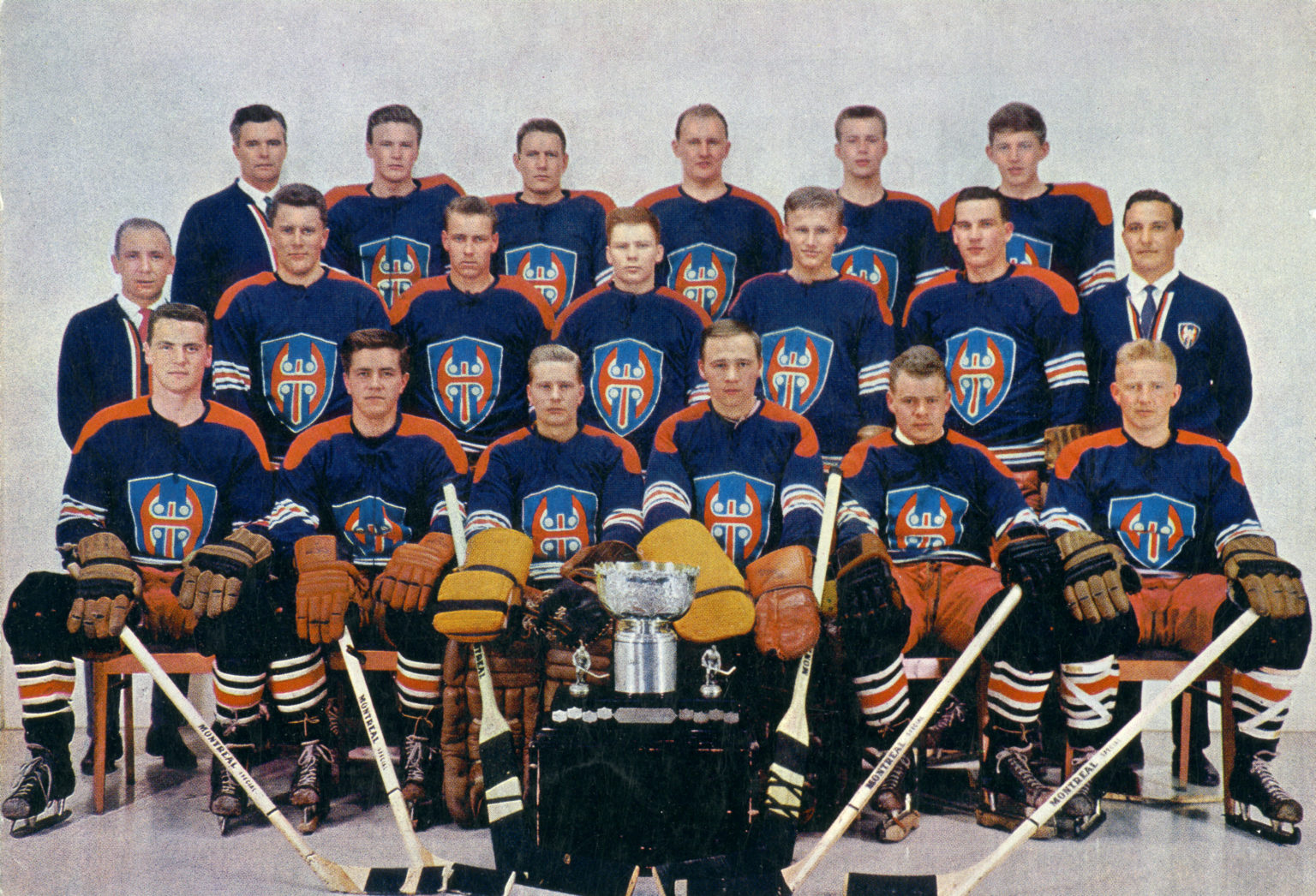
Чемпионский состав Таппары в сезоне 1961

Первые успехи настигли команду в начале 1950-х годов, после того как команде ТБК удавалось выиграть пять бронзовых медалей за семь лет, пока в сезоне 1952/53 ТБК не выиграл свой первый чемпионский титул Финляндии в истории клуба. В том сезоне, чемпионат из 12 команд был разделён на две группы по шесть команд, и в свою очередь ТБК попала во вторую группу. По итогам этого группового раунда, ТБК уверенно выиграли свою группу, сыграв 10 матчей в группе они: одержали семь побед, дважды сыграли вничью и только один матч проиграли. Окончанием сезона, ознаменовал собой финальный раунд из двух матчей: в двух финальных матчах ТБК не без труда смогли обыграть клуб «Тармо Хямеэнлинна», в первом домашнем матче со счётом 5:4, а во втором матче на выезде со счётом 2:3, таким образом выиграв финальный раунд из двух матчей с общим счётом 8:6. В этом сезоне, лучшим игроком клуба стал Теуво Такала (фин. Teuvo Takala), набравший 16 очков (12+4) по системе «гол+пас». В сезоне 1953/54, на этот раз численность команд чемпионата СМ-Серии сократилась с 12 до 10, но клубу ТБК также уверенно удалось выиграть свою вторую группу, из восьми матчей в группе они: одержали шесть побед, один матч сыграли вничью и вновь только один матч проиграли. В финальном раунде, команда ТБК встретилась с «Карху-Киссат» (К-Киссат) из Хельсинки. Однако за два финальных матча К-Киссат не смогли забросить ни одной шайбы в ворота ТБК, а ТБК в свою очередь выиграли первый выездной матч со счётом 0:4 и второй домашний матч с ровно таким же счётом, таким образом выиграв финальный раунд из двух матчей с общим счётом 8:0. В этом сезоне, лучшим игроком клуба повторно стал Теуво Такала, также набравший 16 очков (12+4). В сезоне 1954/55, команда ТБК перешла уже в первую группу, но тем не менее, результаты группового этапа чемпионата СМ-Серии оказались гораздо лучше чем в предыдущих сезонах, из восьми матчей в группе они: достаточно уверенно выиграли семь матчей и только один матч сыграли вничью, при этом не имея ни одного поражения в сезоне. В финальном раунде, команда ТБК встретилась с «ТПС» из города Турку. В первом домашнем матче, относительно не без труда, ТБК смогли одержать победу со счётом 5:2, однако и выездной финальный матч выдался также напряжённым, в котором ТБК также смогла одержать победу со счётом 4:7, таким образом выиграв финальный раунд из двух матчей с общим счётом 12:6. В этом сезоне, лучшим игроком клуба и вторым в чемпионате стал Сеппо Лийтсола, набравший 20 очков (13+7). Клуб ТБК не без огромного труда выиграл три чемпионских титула Финляндии подряд (1953—1955). Но, несмотря на весь ошеломительный успех клуба, в стане «сине-оранжевых» постепенно готовились и приближались большие перемены.
Осенью 1955 года хоккейный отдел ТБК, основывает для себя новый хоккейный клуб, и в качестве существенной перемены своего нового клуба, было изменено название с шведского языка на финский — «Таппара», чтобы сделать его более доступным для местных жителей и чтобы в клуб могли попасть новые финские игроки, не являющиеся этническими финскими шведами, а также дать ему возможность развиваться как клубу, и в то же время родительский клуб ТБК перестал быть хоккейным клубом самого высокого уровня и де-факто прекратил свою собственную хоккейную деятельность. Изменение было внесено потому, что воспитательная работа Шведской школы перестала выпускать достаточное количество новых игроков для клуба, а новое название на финском языке привлекло достаточно много интересующейся хоккеем финноязычной молодёжи. «Таппара» заимствовала цвета ТБК («сине-оранжевые»), и заняла своё место в высшей лиге — СМ-Серии. Переход возглавил президент команды Харри Линдблад, и вместе с ним большинство игроков перешли из ТБК в «Таппару». Таким образом, «Таппара» является прямым и абсолютно законным правопреемником, имеющим абсолютные права на использование символики, цветов, истории и достижений ХК ТБК как дочерний клуб. «Таппара» сыграла свою первую официальную игру в том же 1955 году.
Сезон 1955/56, стал первым сезоном обновлённой и сменившей название команды на «Таппара» осенью 1955 года. Команда, выигравшая чемпионат под названием ТБК в предыдущем сезоне, была практически точно такой же, как и та, которая следующей зимой выйдет на лёд в своих новых свитерах «Таппара». Однако завоевать четвёртое золото подряд, ей не удалось, зато команда оказалась второй в своей второй группе, из восьми матчей в группе они: одержали шесть уверенных побед, один матч сыграли вничью и только один матч проиграли, уступив в группе клубу «Тармо» из Хямеэнлинны, с разницей в групповой турнирной таблице всего в одно очко. И по итогам группового этапа, окончанием сезона ознаменовал собой раунд за третье место состоящий из двух матчей, где соперниками «Таппары» стали их земляки из «Ильвеса»: «Таппара» выиграла первую игру у своих земляков-соперников со счётом 5:2, забросив пять шайб в начале третьего периода, а во втором матче «Ильвес» пытавшийся взять реванш смог только сыграть матч вничью со счётом 2:2, таким образом «сине-оранжевые» выиграли раунд за бронзовые медали из двух матчей с общим счётом 7:4. В последней игре за бронзу было сломано около тридцати клюшек, когда игра была очень напряжённой и довольно сумасшедшей. В этом сезоне, лучшим игроком клуба стал Юрьё Хакала, набравший 13 очков (12+1) по системе «гол+пас», по ходу всего сезона. В течение данного сезона, «Таппара» также приняла участие в матчах «Кубка Финляндии (Suomen Cup)», в матчах окружной серии (фин. Piirinsarjan ottelut) и в тренировочных матчах (фин. Harjoitusottelut). В розыгрыше Кубка Финляндии в том сезоне, «Таппара» сыграла всего два матча: в первой игре разгромив в выездном матче команду «Мянтян Урхеилият» (фин. Mäntän Urheilijat) со счётом 2:10, но во второй выездной игре уступили местному хямеэнлиннскому клубу «Тармо» со счётом 4:2, таким образом завершив свой кубковый сезон. В матчах районной серии, «Таппара» сыграла всего пять матчей, выиграв три и проиграв два матча в этом турнире, при том что в финальном раунде турнира из двух матчей с земляками из клуба «Тампереен Палло-Вейкот» (ТПВ): первый матч «сине-оранжевые» выиграли с разгромным счётом 5:0, но во втором матче-реванше и в финальном повторе (фин. finaaliuusinta) проиграли со счётом 2:6, таким образом заняв второе место по итогам турнира. В тренировочных матчах было сыграно пять игр, и «Таппара» также выиграла три и проиграла два матча.
В сезоне 1956/57, команда «Таппара» оказалась во второй раз подряд снова на втором месте в своей второй группе, где из восьми матчей в группе они: также одержали шесть побед и только два матч проиграли набрав двенадцать очков по итогам группового раунда, уступив в своей группе лишь клубу «ТПС» из Турку, и только лишь по показателям заброшенных и пропущенных шайб. И по итогам группового этапа, окончанием сезона ознаменовал собой раунд за третье место состоящий из двух матчей, где соперником «Таппары» стал хямеэнлиннский клуб «Тармо»: в первом выездном матче хоккеисты из Тампере смогли одержать победу с разгромным счётом 1:6, но во втором домашнем матче уступили хоккеистам из Хямеэнлинны со счётом 1:3, но тем не менее, таким образом «сине-оранжевые» выиграли раунд за бронзовые медали из двух матчей во второй раз подряд с ровно таким же общим счётом 7:4, как и годом ранее. В этом сезоне, лучшим игроком клуба и седьмым в чемпионате стал Аулис Хирвонен, набравший 15 очков (8+7) по ходу всего сезона. И хотя чемпионат Финляндии (СМ-Серию) выиграть не удалось, но «Таппара» в этом сезоне была чемпионом округа (фин. piirinmestariksi) и обладателем Кубка Финляндии (фин. Suomen Cup-mestariksi). В матче, который окончательно определил первенство округа, «Таппара» обыграла другой тамперский клуб «ТПВ» (фин. TP-V) с разгромным счётом 11:0. В Кубке Финляндии, «Таппара» дошла до финала, обыграв такие команды как «Йювяскюлян Паллон» (фин. Jyväskylän Pallon) с разгромным счётом 15:1, тамперский клуб «Ильвес-Киссат» (фин. Ilves-Kissat) также с разгромным счётом 12:0 и в более напряжённом матче они обыграли «ТКВ» (фин. TK-V) со счётом 4:3. Эта последняя игра оказалась для «Таппары» гораздо сложнее, потому как звёзды клуба и национальной сборной Финляндии — Эско Ниеми, Эркки Хютёнен, Юрьё Хакала, Матти Лампайнен и Эско Луостаринен, в тот момент также принимали участие и в розыгрыше первенства Чемпионата мира. В финале национального кубка, «Таппара» вновь встретилась с чемпионом окружной лиги и своими земляками из «ТПВ», которая находилась в турнирной таблице окружной лиге две позиции ниже. Финальная игра была немного напряжённой, но когда Теуво Такала, Эркки Хютёнен и Сеппо Лийтсола забросили каждый по дублю, тем самым, сняли все вопросы на счёт победителя, а «Таппара» одержал победу в финальном матче Кубка Финляндии с разгромным счётом 8:0. Таким образом в первый и в единственный раз, став обладателем национального кубка.
После этого команда ещё трижды выигрывала золото национальных первенств (1959, 1961, 1964), трижды — серебро (1958, 1960, 1963), трижды — бронзу (1956, 1957, 1962). После этого, «Таппара» вылетала во вторую по уровню лигу в сезоне 1965/66.

### Второй успешный период (1975—1988)
Фанатам «Таппары» пришлось ждать успехов до середины 1970-х. Успехи во многом пришли благодаря таким игрокам как вратарь Антти Леппянен и защитник Пекка Марьямякки. Команда выиграла бронзовые медали в 1973 году, в 1974 — серебро, а в 1975 добралась до первой строчки. А в полуфинале розыгрыша Кубка европейских чемпионов 1975/76 годов (фактически игры состоялись 24 и 25 августа 1977 года) «Таппара» на равных сражалась с советским ЦСКА и даже выиграла у него первую игру со счётом 2:1, а вторую проиграла с минимальной разницей в счёте 4:5. Лишь по буллитам ЦСКА сумел её одолеть и выйти в финал. «Таппара» становилась чемпионом в 1977, 1979, 1982, 1984 годах, а также три чемпионства подряд было в 1986—1988 годах. В финальных турнирах розыгрышей Кубка европейских чемпионов 1979/80 и 1982/83 годов «Таппара» также играла с ЦСКА, но уже не смогла оказать ему достойного сопротивления, пропустив от армейцев восемь безответных шайб в 1980-м и шесть (также безответных) в 1983-м году. В 1988 году сборная Финляндии добивается успеха на Олимпийских играх в Калгари и выигрывает серебряные медали. Большую часть той сборной составляли игроки «Таппары».

### С 1990 года
В 1990-е годы «Таппара» особых успехов не добивалась. Была только бронза весной 1990 года. В 1992 году команде даже пришлось бороться за выживание с «Кярпятом». В 1995 году был успех, но на международном уровне: сборная Финляндии выиграла чемпионат мира, а её капитаном был игрок «Таппары» Тимо Ютила. В начале 2000-х «Таппара» берёт серебряные медали в 2001 и 2002 годах. А в 2003 году «Таппара», к удивлению многих, выигрывает чемпионат. В том году команду тренировал Юкка Раутакорпи. После этого «Таппара» добивалась бронзы в 2008 году и три подряд вторых места в сезонах 2013—2015. В 2016 году команда стала чемпионом Финляндии, выиграв финальную серию у ХИФК.
18 февраля 2023 года «Таппара» выиграла Лигу чемпионов, победив в финале шведский «Лулео» со счётом 3:2. Победную шайбу в финале забросил Йори Лехтеря. В четвертьфинале «Таппара» обыграла чемпиона сезона 2021/22 шведский «Рёгле» (2:3, 5:1).

## Текущий состав
Обновлено 17 февраля 2025 года

Согласно информации с официального сайта клуба
| №          | Игрок                 | Страна                    | Хват    | Дата рождения             | Рост    | Вес     |         |
| Вратари    | Вратари               | Вратари                   | Вратари | Вратари                   | Вратари | Вратари | Вратари |
| ---------- | --------------------- | ------------------------- | ------- | ------------------------- | ------- | ------- | ------- |
| 23         | Пааво Кохонен         | Финляндия                 | Левый   | 31 января 2003 (22 года)  | 185 см  | 80 кг   |         |
| 39         | Филип Линдберг        | Финляндия                 | Левый   | 31 января 1999 (26 лет)   | 185 см  | 88 кг   |         |
| 40         | Хенри Карппинен       | Финляндия                 | Левый   | 4 февраля 2005 (20 лет)   | 191 см  | 77 кг   |         |
| 77         | Юха Метсола           | Финляндия                 | Левый   | 24 февраля 1989 (36 лет)  | 177 см  | 69 кг   |         |
| Защитники  |                       |                           |         |                           |         |         |         |
| 4          | Йеспер Котаярви       | Финляндия                 | Левый   | 24 июля 2007 (17 лет)     | 180 см  | 71 кг   |         |
| 5          | Дэниел Брикли         | Соединённые Штаты Америки | Левый   | 30 марта 1995 (30 лет)    | 191 см  | 101 кг  |         |
| 15         | Юнатан Андерссон      | Швеция                    | Левый   | 7 сентября 1993 (31 год)  | 178 см  | 86 кг   |         |
| 21         | Алекси Матинмикко     | Финляндия                 | Правый  | 6 марта 2000 (25 лет)     | 181 см  | 82 кг   |         |
| 26         | Никлас Пуйстола       | Финляндия                 | Левый   | 5 ноября 2004 (20 лет)    | 176 см  | 69 кг   |         |
| 28         | Отто Лескинен         | Финляндия                 | Левый   | 6 февраля 1997 (28 лет)   | 181 см  | 85 кг   |         |
| 44         | Олли Юолеви           | Финляндия                 | Левый   | 5 мая 1998 (27 лет)       | 191 см  | 90 кг   |         |
| 47         | Уго Галле             | Франция                   | Левый   | 20 июня 1997 (28 лет)     | 192 см  | 93 кг   |         |
| 53         | Нико Коркола          | Финляндия                 | Правый  | 20 июня 2005 (20 лет)     | 187 см  | 82 кг   |         |
| 63         | Йони Туулола (А)      | Финляндия                 | Левый   | 1 января 1996 (29 лет)    | 191 см  | 94 кг   |         |
| 65         | Андрей Шустр          | Чехия                     | Правый  | 29 ноября 1990 (34 года)  | 201 см  | 98 кг   |         |
| —          | Артту Кярки           | Финляндия                 | Левый   | 8 декабря 2004 (20 лет)   | 187 см  | 82 кг   |         |
| Нападающие |                       |                           |         |                           |         |         |         |
| 9          | Джон Кенневилль       | Канада                    | Левый   | 16 апреля 1996 (29 лет)   | 186 см  | 88 кг   |         |
| 11         | Аапели Рясянен        | Финляндия                 | Правый  | 11 июня 1998 (27 лет)     | 183 см  | 94 кг   |         |
| 14         | Юусо Иконен           | Финляндия                 | Правый  | 3 января 1995 (30 лет)    | 178 см  | 83 кг   |         |
| 17         | Николас Хэллоран      | Соединённые Штаты Америки | Правый  | 13 мая 1997 (28 лет)      | 178 см  | 80 кг   |         |
| 19         | Вели-Матти Савинайнен | Финляндия                 | Левый   | 5 января 1986 (39 лет)    | 182 см  | 86 кг   |         |
| 20         | Ойва Кескинен         | Финляндия                 | Левый   | 28 февраля 2004 (21 год)  | 182 см  | 82 кг   |         |
| 22         | Марио Кемпе           | Швеция                    | Левый   | 19 сентября 1988 (36 лет) | 183 см  | 86 кг   |         |
| 27         | Кристиан Танус        | Финляндия                 | Левый   | 17 августа 2000 (24 года) | 172 см  | 79 кг   |         |
| 34         | Вернери Ахонен        | Финляндия                 | Левый   | 3 февраля 2003 (22 года)  | 192 см  | 92 кг   |         |
| 41         | Юусо Нюкянен          | Финляндия                 | Правый  | 11 октября 2003 (21 год)  | 188 см  | 90 кг   |         |
| 42         | Отто Раухала (C)      | Финляндия                 | Левый   | 12 апреля 1995 (30 лет)   | 180 см  | 92 кг   |         |
| 48         | Дани Микконен         | Финляндия                 | Левый   | 26 января 2005 (20 лет)   | 174 см  | 78 кг   |         |
| 51         | Эмиль Ярвентие        | Финляндия                 | Левый   | 4 августа 2005 (19 лет)   | 174 см  | 78 кг   |         |
| 62         | Юлиус Маттила (А)     | Финляндия                 | Левый   | 9 октября 1997 (27 лет)   | 180 см  | 79 кг   |         |
| 64         | Тими Теухо-Марккола   | Финляндия                 | Левый   | 15 сентября 2005 (19 лет) | 180 см  | 75 кг   |         |
| 78         | Беньямин Раутиайнен   | Финляндия                 | Левый   | 12 июня 2005 (20 лет)     | 182 см  | 76 кг   |         |
| 86         | Филип Гранат          | Норвегия                  | Правый  | 5 октября 2002 (22 года)  | 170 см  | 75 кг   |         |
| 91         | Петтери Пухакка       | Финляндия                 | Левый   | 11 апреля 2001 (24 года)  | 176 см  | 77 кг   |         |
| 92         | Алекси Мустонен       | Финляндия                 | Правый  | 28 марта 1995 (30 лет)    | 175 см  | 75 кг   |         |

### Закреплённые номера
«Таппара» заморозила номера семи своих бывших игроков. Эти номера никогда больше не должны быть использованы:
- 2 — Калеви Нумминен;
- 3 — Пекка Марьямяки;
- 7 — Тимо Ютила;
- 8 — Янне Оянен;
- 10 — Тимо Суси;
- 12 — Эркки Лехтонен;
- 81 — Юкка Пелтола.

## Руководство и тренерский штаб
Обновлено 3 июня 2024 года

Согласно информации с официального сайта клуба
| Должность                       | Имя                     | Страна    | Дата рождения             |
| ------------------------------- | ----------------------- | --------- | ------------------------- |
| Владелец                        | компания «Tamhockey Oy» | Финляндия | 14 июня 1999 (26 лет)     |
| Совладелец                      | Александр Барков мл.    | /         | 2 сентября 1995 (29 лет)  |
| Генеральный директор            | Мика Аро                | Финляндия | 1967                      |
| Исполнительный директор         | Микко Лейнонен          | Финляндия | 15 июля 1955 (70 лет)     |
| Спортивный директор             | Антти Туоменокса        | Финляндия | 26 марта 1967 (58 лет)    |
| Координатор игроков             | Киммо Вяхя-Руохола      | Финляндия | 27 августа 1981 (43 года) |
| Менеджер команды                | Янне Лахти              | Финляндия | 31 июля 1980 (44 года)    |
| Консультант команды             | Джек Хан                | Канада    | 1989                      |
| Главный тренер                  | Рикард Грёнборг         | Швеция    | 8 июня 1968 (57 лет)      |
| Ассистент главного тренера      | Юха Юуярви              | Финляндия | 13 декабря 1974 (50 лет)  |
| Ассистент главного тренера      | Паси Пуйстола           | Финляндия | 16 сентября 1978 (46 лет) |
| Тренер вратарей                 | Аки Няйкки              | Финляндия | 16 октября 1981 (43 года) |
| Тренер по физической подготовке | Конста Карьялайнен      | Финляндия | 24 июля 1982 (42 года)    |
| Тренер по физической подготовке | Марко Хаверинен         | Финляндия | —                         |
| Ментальный тренер               | Нийло Конттинен         | Финляндия | 23 октября 1962 (62 года) |
| Менеджер по оборудованию        | Антти Муурила           | Финляндия | 27 октября 1982 (42 года) |
| Менеджер по оборудованию        | Теппо Лахти             | Финляндия | 6 мая 1991 (34 года)      |
| Менеджер по оборудованию        | Йоона Рануа             | Финляндия | 12 мая 2002 (23 года)     |
| Физиотерапевт                   | Тони Уотила             | Финляндия | 21 октября 1978 (46 лет)  |
| Массажист                       | Яри Яякеляйнен          | Финляндия | 26 февраля 1988 (37 лет)  |
| Мануальный терапевт             | Никлас Таст             | Финляндия | 2 ноября 1978 (46 лет)    |
| Врач                            | Томи Кианта             | Финляндия | 28 декабря 1968 (56 лет)  |
| Врач                            | Райне Сихвонен          | Финляндия | —                         |

### Список всех главных тренеров
Список всех главных тренеров ХК ТБК и ХК Таппара, начиная с 1937 года:
- Яакко Хиетаниеми (фин. Jaakko Hietaniemi) (1937—1950);
- Ярл Ольсон (1950—1961, 1965—1966);
- Аулис Хирвонен (1961—1963);
- Эркки Хютёнен (1963—1965);
- Рейо Оянен (1966—1967);
- Матти Хаапаниеми (1967—1968);
- Эско Луостаринен (1968—1970);
- Калеви Нумминен (1970—1979, 1991—1992);
- Рауно Корпи (1979—1982, 1985—1991, 1997—1998);
- Олли Хиетанен (1982—1984);
- Эско Ниеми (1984);
- Йорма Курьенмяки (1984—1985);
- Пертти Хасанен (1992—1993);
- Борис Майоров (1993—1994);
- Кай Маталамяки (1994—1995, 2005);
- Юкка Раутакорпи (1995—1997, 1999—2003, 2005—2006, 2012—2014, 2017—2020);
- Исмо Лянтинен (1998—1999);
- Мика Сааринен (2003—2005);
- Микко Сааринен (2005, 2008—2010);
- Раули Урама (2006—2008);
- Петри Маттила (2010);
- Сами Хирвонен (2010—2011);
- Ристо Дуфва (2011—2012);
- Юсси Тапола (2014—2017, 2020—2023);
- Рикард Грёнборг (2023—н. в.);

## Достижения
«Таппара» — самый успешный клуб Финляндии. В его активе 20 чемпионских титулов (включая 3 как ТБК), на четыре золотые медали больше, чем у «Ильвеса» (16).

### Национальные
«СМ-Серия (SM-Sarja) / СМ-Лиига (SM-Liiga) / Лиига (Liiga)»:
- Чемпион Финляндии (20): 1953, 1954, 1955, 1959, 1961, 1964, 1975, 1977, 1979, 1982, 1984, 1986, 1987, 1988, 2003, 2016, 2017, 2022, 2023[58], 2024[59].
- Обладатель кубка «Канада-малья» (победитель чемпионата и плей-офф) (20): 1953, 1954, 1955, 1959, 1961, 1964, 1975, 1977, 1979, 1982, 1984, 1986, 1987, 1988, 2003, 2016, 2017, 2022, 2023, 2024.
- Обладатель кубка «Трофей памяти Харри Линдблада» (победитель регулярного чемпионата «Лииги») (10): 1977, 1978, 1981, 1984, 1986, 2002, 2017, 2022, 2023, 2024.
- Обладатель кубка «Трофей памяти Ааро Кивилинна» (лучшему хоккейному клубу Финляндии в сезоне) (6): 1975, 1979, 1984, 1994, 2021, 2023.
- Обладатель приза «Серебряный конёк» (лучшему хоккейному клубу по показателю забитых-пропущенных шайб в сезоне) (3): 1988, 2001, 2020.
- Серебряный призёр чемпионата Финляндии (13): 1958, 1960, 1963, 1974, 1976, 1978, 1981, 2001, 2002, 2013, 2014, 2015[60], 2018.
- Бронзовый призёр чемпионата Финляндии (12): 1946, 1947, 1948, 1950, 1951, 1956, 1957, 1962, 1973, 1990, 2008, 2019.

«Кубок Финляндии (Suomen Cup)»:
- Обладатель: 1957.
- Финалист (2): 1964, 1966.

### Международные
«Nordic Trophy»:
- Чемпион: 2009.

«Хоккейная Лига чемпионов»:
- Чемпион: 2023.
- Финалист: 2022.

«IIHF European Cup»:
- Серебряный призёр: 1980.
- Бронзовый призёр (2): 1983, 1988.

«Кубок Тампере»:
- Чемпион (6): 1996, 1999, 2016, 2017, 2018, 2022.
- Серебряный призёр (6): 1989, 1994, 2002, 2006, 2020, 2021.
- Бронзовый призёр (7): 1997, 2001, 2007, 2015, 2019, 2023, 2024.

### Молодёжная и юниорские команды
U20 SM-sarja / A-nuorten SM-sarja (TBK / Tappara U20):
- Чемпион Финляндии (16): 1951, 1954, 1956, 1957, 1959, 1962, 1963, 1965, 1968, 1972, 1973, 1975, 1986, 2001, 2004, 2023.
- Серебряный призёр чемпионата Финляндии (11): 1949, 1952, 1958, 1961, 1969, 1979, 1981, 1987, 1988, 1989, 1990.
- Бронзовый призёр чемпионата Финляндии (7): 1955, 1970, 1971, 1982, 1998, 2021[d], 2024.

U18 SM-sarja / B-nuorten SM-sarja (Tappara U18):
- Чемпион Финляндии (5): 1983, 1985, 1994, 1995, 1996.
- Серебряный призёр чемпионата Финляндии (3): 1975, 1979, 2018.
- Бронзовый призёр чемпионата Финляндии (4): 1980, 1982, 1984, 2022.

U16 SM-sarja / C-nuorten SM-sarja (Tappara U16):
- Чемпион Финляндии (6): 1980, 1984, 1994, 1995, 1998, 2023.
- Серебряный призёр чемпионата Финляндии (6): 1973, 1974, 1981, 1992, 2011, 2012.
- Бронзовый призёр чемпионата Финляндии (9): 1972, 1977, 1982, 1993, 1997, 1999, 2010, 2019, 2022.

## Арена

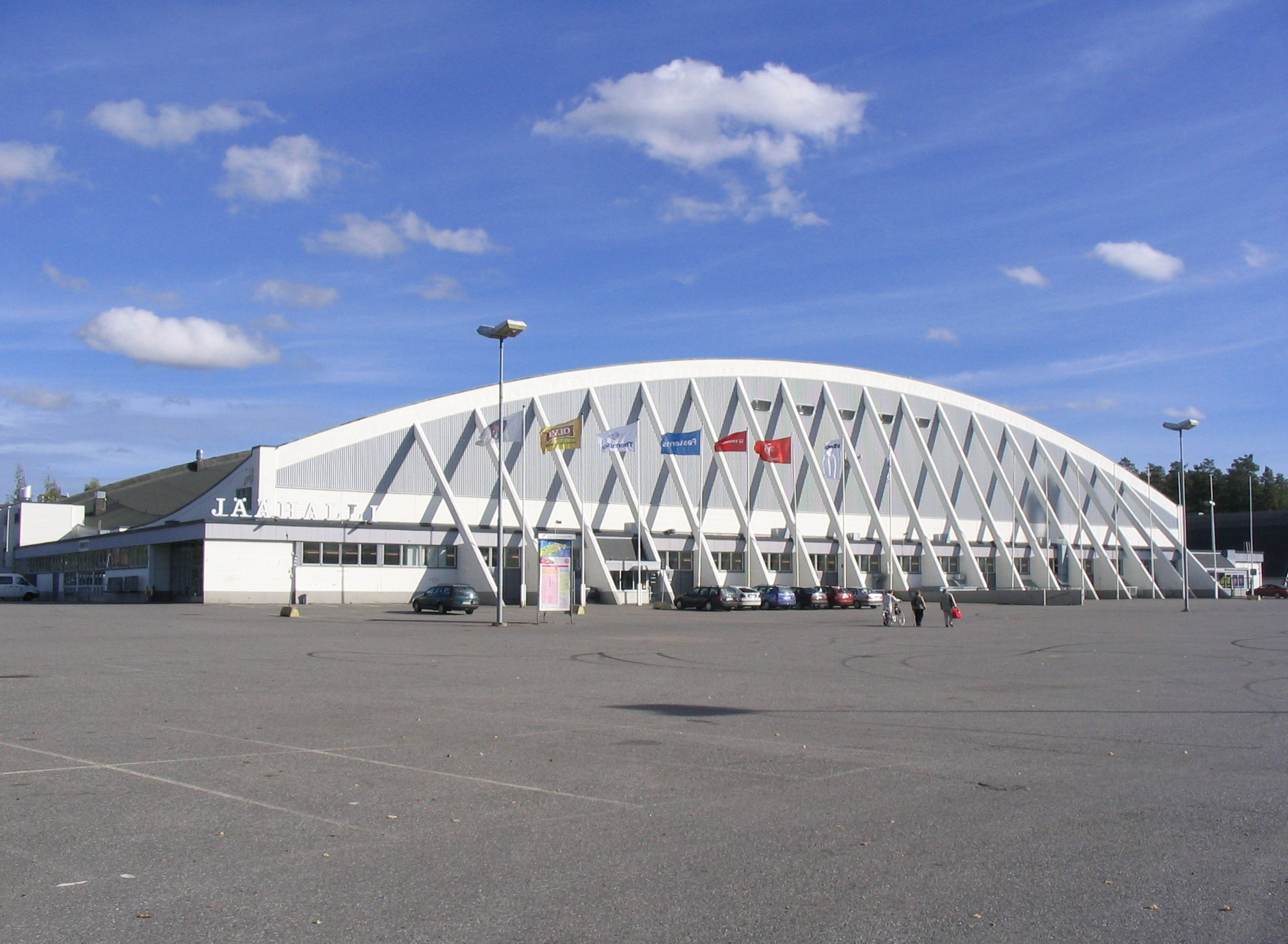
Ледовый дворец (Тампере)

В 1965 году Тампере принимал чемпионат мира и был построен Ледовый дворец «Тампере». После чемпионата мира эта арена стала домашней для «Таппары» и их конкурентов («Ильвес» и «Коо-Вее»).

## Игроки

### Хоккеисты «Таппары» — чемпионы мира
- 5. Тимо Ютила (C) — 1995
- 8. Янне Оянен (А) — 1995
- 20. Нико Оямяки — 2019
- 71. Кристиан Куусела — 2019
- 50. Микаэль Сеппяля — 2022

### Победители Хоккейной Лиги чемпионов
Обновлено 6 июля 2023 года

| Вратари - 1. Вильхо Хейккинен — 2023 - 23. Пааво Кохонен — 2023 - 30. Кристиан Хельянко — 2023 - 32. Нико Ховинен — 2023 | Защитники - 4. Бен Томас — 2023 - 5. Микаэль Сеппяля — 2023 - 13. Валттери Кемиляйнен (А) — 2023 - 26. Каспер Кулонумми — 2023 - 28. / Йеспер Альрот — 2023 - 33. Вели-Матти Виттасмяки — 2023 - 39. Артту Кярки — 2023 - 52. / Максим Матушкин — 2023 - 61. Казимир Юргенс — 2023 - 63. Йони Туулола — 2023 | Нападающие - 9. Валттери Мереля — 2023 - 11. Патрик Вирта (А) — 2023 - 14. Юусо Иконен — 2023 - 15. / Джефф Платт — 2023 - 17. / Вильями Ниеминен — 2023 - 19. Вели-Матти Савинайнен — 2023 - 20. Нико Оямяки — 2023 - 21. Йори Лехтеря — 2023 - 22. Оскари Луото — 2023 - 27. Кристиан Танус — 2023 - 31. Топи Рённи — 2023 - 42. Отто Раухала (C) — 2023 - 59. Тайлер Келлехер — 2023 - 70. Маркус Давидссон — 2023 - 71. Кристиан Куусела (А) — 2023 - 72. Юнатан Давидссон — 2023 - 74. Йере Хенрикссон — 2023 - 76. Антон Левтчи — 2023 - 86. Филип Гранат — 2023 - 91. Петтери Пухакка — 2023 - 96. Сами Мойланен — 2023 | Тренеры - Юсси Тапола — 2023 - Паси Пуйстола — 2023 - Туомас Туоккола — 2023 - Конста Карьялайнен — 2023 |  |